# Ornithology (revue)
Ornithology est une revue scientifique trimestrielle et la publication officielle de l'American Ornithological Society (AOS). Elle paraît de façon ininterrompue depuis 1876. Cette revue offre des articles sur l'anatomie, le comportement et la distribution des oiseaux. 

## Historique
Elle est intitulée Bulletin of the Nuttall Ornithological Club de 1876 à 1883, puis paraît sous l'intitulé The Auk de 1884 à 2016. Elle modifie son intitulé en 2021. 
La revue est dirigée par T. Scott Sillett, de la Smithsonian Institution.